# 事務所費
事務所費（じむしょひ）とは、政治資金規正法に基づき政治団体が提出する政治資金収支報告書の支出の項目のひとつ。
事務所の賃料損料（地代、家賃）、公租公課、火災保険料等の各種保険料、電話使用料、切手購入費、修繕費その他これらに類する経費で事務所の維持に通常必要とされるものをいう（政治資金規正法施行規則）。

## 概要
政治資金規正法において、政治団体には政治資金収支報告書の提出が義務付けられており、政治団体の会計責任者は年間のすべての支出を法に定められた基準に沿って分類し、政治資金収支報告書に記載することになる。政治団体の支出は「政治活動費」と「経常経費」に大別され、事務所費は、人件費、光熱水費、備品・消耗品費とともに「経常経費」に含まれる。「政治活動費」は、1件5万円以上の支出について支出先や支出年月日などの細目について記載するとともに領収書等の写しを添付することが義務付けられているのに対し、「経常経費」は項目毎の総額を記載するのみで足り、領収書等の写しの添付も不要と解されている。

## 「事務所費問題」
2006年、複数の国会議員の資金管理団体が、主たる事務所を家賃等がかからない議員会館においているにもかかわらず、多額の事務所費を計上していることが報じられた。議員会館以外にも事務所を構えているため支出には問題ないと回答した議員もいたが、経費の上下が激しい事例もあった。
これをきっかけに、本来であれば政治活動費として詳細を報告すべき経費を事務所費として報告している政治家がいるのではないかという疑惑や、国会議員の資金管理団体による、政治資金を原資とした土地等の不動産の取得や自宅を事務所とした新築や増改築が、政治問題として注目されるに至った。
このいわゆる「事務所費問題」の中で、事務所費をはじめとする経常経費について、政治活動費と異なり支出の明細の報告や領収書等の写しの添付が不要なことから政治家にとって詳細を知られたくない支出を潜り込ませるブラックボックスとして悪用されているという指摘や、法の定義ぶりが曖昧なために具体的に何の支出がどの項目に該当するのか分かりにくいといった批判がなされている。